# Nobutoshi Kaneda
Nobutoshi Kaneda (金田 喜稔, Kaneda Nobutoshi) est un footballeur japonais né le 16 février 1958 à Fuchū, dans la préfecture de Hiroshima au Japon.